# Niccolò Tagliacozzi Canale
Pour les articles homonymes, voir Tagliacozzi et Canale.

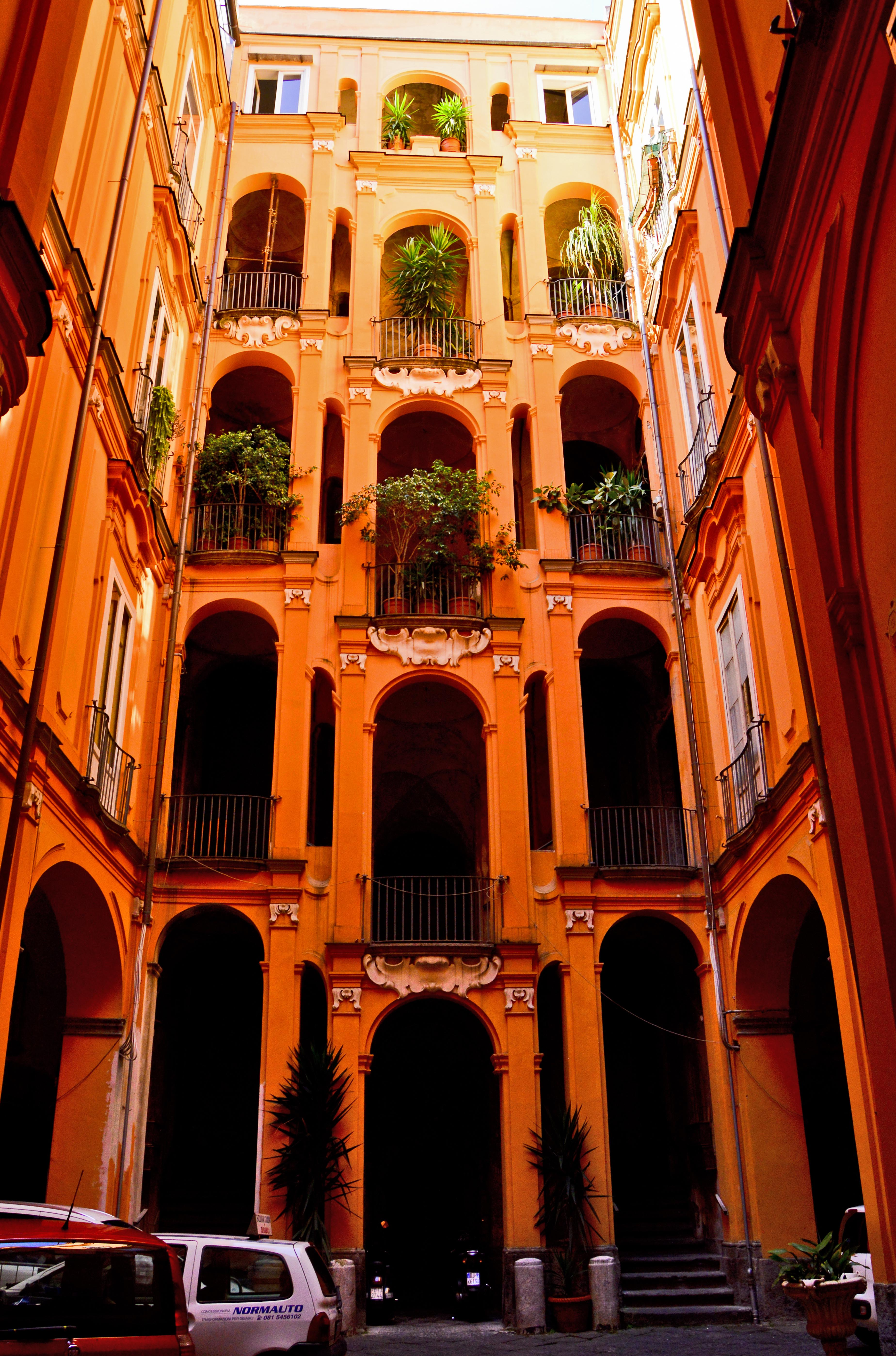
L'escalier à double rampe du palazzo Trabucco.

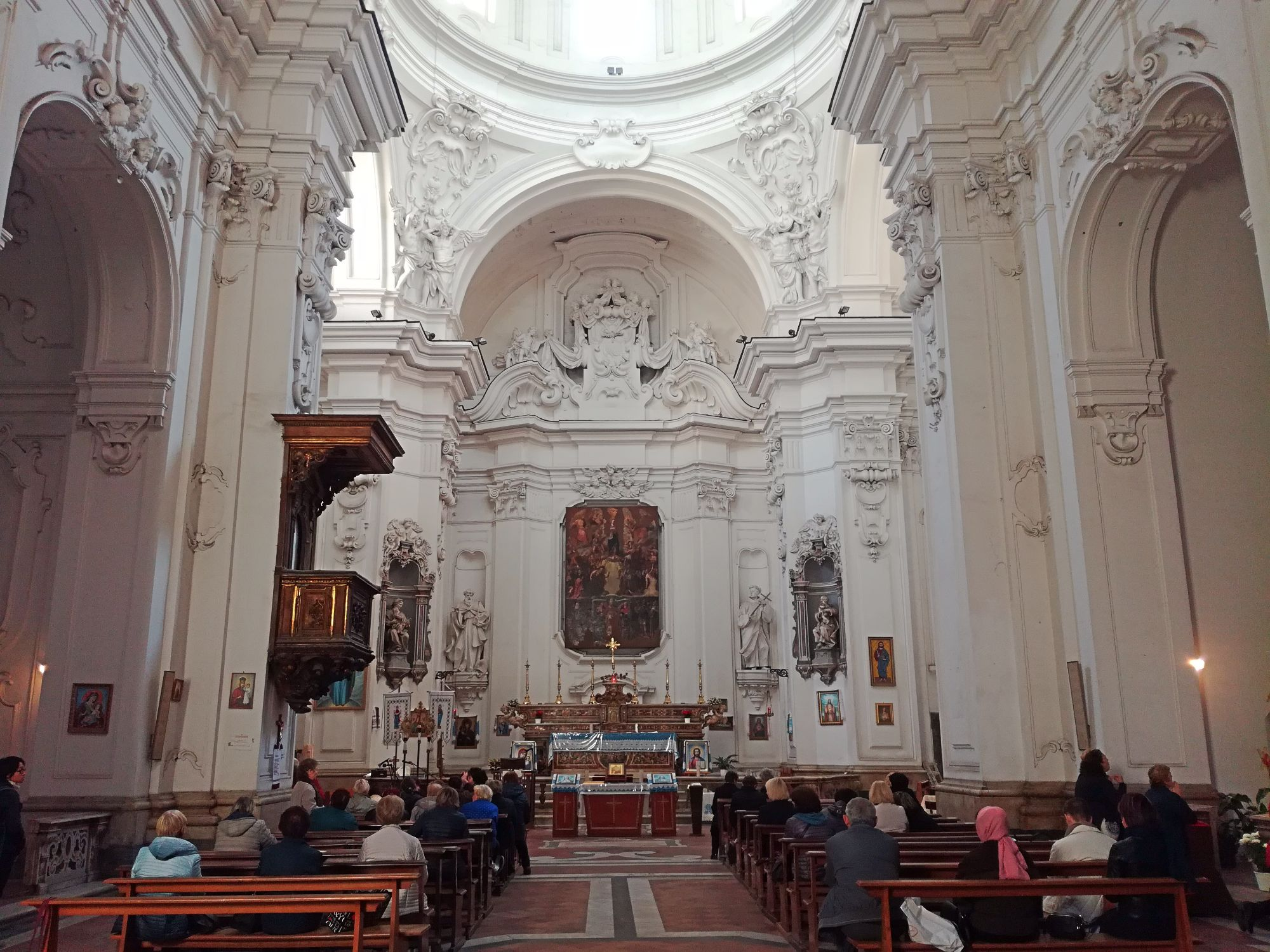
L'abside de l'église Santa Maria della Pace, œuvre de Tagliacozzi Canale.

Niccolò ou Nicola Tagliacozzi Canale, né à Naples en 1691 et mort à Naples en 1764, est un architecte, ingénieur, graveur et scénographe italien, actif dans le royaume de Naples de 1720 à sa mort.

## Biographie
Les œuvres de Tagliacozzi Canale se rapportent à l'art baroque du XVIIe siècle, à la suite de Cosimo Fanzago, puis de Sanfelice et dénotent certaines influences borrominiennes. Il a été aussi marqué par ses contemporains, comme Domenico Antonio Vaccaro avec qui il collabora à partir de 1720 pour la chartreuse San Martino, ou Giovan Battista Nauclerio, Giuseppe Lucchese Prezzolini et Antonio Guidetti pour la façade mouvementée de l'église Santa Maria della Colonna.
Il est actif de 1720 à 1760 à la chartreuse San Martino avec Vaccaro, complétant le registre supérieur de la façade et réalisant le précieux réfectoire avec les frères Cimafonte. Cette expérience est un laboratoire pour ses travaux futurs. Il  a été aussi formé par son oncle Andrea qui travailla aussi à ce chantier dès 1670. Entre 1728 et 1730, il travaille au chantier de l'église Santa Maria di Materdei et de son couvent, puis il complète la décoration de l'église Santa Maria Egiziaca a Forcella.
À partir des années 1730, son activité est prolifique comme en témoignent des reçus d'honoraires de la banque du Spirito Santo: en 1729, en qualité d'ingénieur de la Maison du Spirito Santo, il expertise les travaux de bois de Luca Romano; deux années plus tard, il dirige en tant qu'ingénieur ordinaire les chantiers de la nouvelle maison de la congrégation près de son église. Entre 1732 et 1733, il s'occupe de la décoration en stuc de la maison de campagne d'Antonio Montuori sur le Pausilippe et y effectue des restaurations. En 1733, il est actif auprès de l'église Sant'Antonio a Tarsia  et en restaure le monastère; en 1734, il réalise des dessins pour les stucs de la tribune de l'église Santa Brigida; en 1735, il conçoit les portes, les fenêtres, les balcons et le portail de la demeure d'un certain Aniello Fontana, via San Tommaso d'Aquino, et travaille à des travaux de menuiserie pour l'église Santa Maria della Concordia.
En 1736 Tagliacozzi Canale devient architecte royal, devant entretenir les propriétés royales du royaume de Naples sises dans les États pontificaux. En outre, il est scénographe de cour et réalise des dessins pour la mise en scène de l'entrée de Charles III d'Espagne à Naples (possession de la couronne espagnole à cette époque), ainsi que des appareils éphémères par la suite (avec Sanfelice). En 1738, il s'occupe de tout l'apparat de fête installé Piazza di Spagna pour les noces de Charles III et de Marie-Amélie de Saxe; avec le même architecte, il collabore de nouveau l'année suivante pour créer une machine de fête à l'occasion du mariage de Philippe Ier de Parme, frère du roi. Entre 1732 et 1738, il s'occupe de la restructuration du palazzo Mastelloni et du palazzo Trabucco.
Après le tremblement de terre de 1732, il modernise et consolide l'église San Giuseppe dei Vecchi, ce qui est documenté entre 1741 et 1742. En 1739, il dessine la pavement en majolique de l'église Sant'Antonio a Tarsia; en même temps il est chargé de réaménager le palazzo Costantino. Il projette avec Vaccaro de 1738 à 1742 les transformations du couvent de l'église Santa Maria della Pace. À la fin des années 1740, il est nommé ingénieur royal pour des réparations concernant l'église Santi Bernardo e Margherita a Fonseca. Il dessine un autel de l'église Santa Maria del Rifugio.
Il est de plus en plus occupé par des édifices sacrés dans les années 1750, d'abord à l'église San Carlo alle Mortelle dont il renforce le campanile et la couverture, puis il intervient aussi pour l'église San Nicola alla Carità, pour l'église des Pellegrini et pour l'église Sant'Anna di Palazzo. il restaure l'église Santa Maria Egiziaca a Forcella avec une commission d'ingénieurs. Il réaménage l'église Sant'Agrippino a Forcella et le couvent des capucines (San Francesco delle Cappuccinelle). En 1757 et en 1758, il est actif auprès de l'église San Michele Arcangelo a Port'Alba où il conçoit des œuvres de marbre. Il collabore à la même époque avec Ferdinando Fuga, et avec Giuseppe Pollio en qualité d'ingénieur sur le chantier du Real Albergo dei Poveri de Naples et comme collaborateur de Luigi Vanvitelli pour le Foro Carolino et ensuite pour l'église San Domenico Soriano.
Les années 1760 s'ouvrent avec des interventions concernant la basilique Santa Maria della Cesarea et l'église San Giuseppe dei Ruffi (chantier commencé par Marcello Guglielmelli). Depuis 1753, il redécore la basilique Santa Maria del Carmine Maggiore, ce qui lui prend plusieurs années. La décoration ne sera terminée que deux ans après sa mort par les frères Cimafonte. Parmi ses dernières réalisations, l'on compte la façade rococo de l'église Santa Sofia d'Anacapri et la modernisation de l'église-mère (chiesa Madre cathédrale) de Caiazzo,  chantier terminé par son fils Andrea Canale.